# Кастионе (Сондрио)
Кастионе (итал. Castione) је насеље у Италији у округу Сондрио, региону Ломбардија.
Према процени из 2011. у насељу је живело 754 становника. Насеље се налази на надморској висини од 447 м.